# Traitement de l'information sensorielle
Le traitement de l’information sensorielle est un processus neurophysiologique impliquant les systèmes nerveux périphérique et central. Ce traitement se manifeste en quatre étapes bien précises : la réception du stimulus, le suivi de sa modulation, son intégration ainsi que son organisation. Le système nerveux reçoit, d’abord, les différents messages sensoriels de l’environnement immédiat qui sont perçus par nos différents récepteurs sensoriels. La réception de ce stimulus se fait au niveau périphérique du système nerveux tandis que sa détection se fait au niveau central. Par la suite, l’information reçue est modulée afin de permettre l’intégration et l’organisation de celle-ci en une réponse comportementale en lien avec le stimulus perçu initialement.
Pendant la réalisation de ces quatre étapes essentielles au processus, le tronc cérébral a comme rôle de juger de la pertinence de l’information sensorielle reçue. Cela fait en sorte que la réponse comportementale sera ajustée en fonction de l’importance de l’information détectée.
Le traitement de l’information sensorielle permet donc de bien identifier et d’organiser les différents types de sensations possibles provenant de nos sept différents systèmes sensoriels. Ces systèmes sont le système gustatif, le système olfactif, le système auditif, le système visuel, le système somatosensoriel (tactile et proprioceptif), et le système vestibulaire. Ces trois derniers jouent un rôle de premier plan concernant le processus du traitement de l’information sensorielle. En effet, ils contribuent particulièrement au développement du tonus musculaire, des habiletés motrices, de la conscience de soi ainsi que de l’habileté à interagir adéquatement avec les autres individus. Si l’un de ces trois systèmes a une atteinte quelconque, il y aura répercussion sur le fonctionnement de la personne dans son quotidien, car les réponses comportementales ne seront par adéquates et congruentes avec l’information sensorielle reçue.